# Papain
Papain, enzim prisutan u lišću, lateksu, korijenju i plodu biljke papaje (Carica papaya) koji katalizira razgradnju proteina hidrolizom (dodavanje molekule vode).
Papain se koristi u biokemijskim istraživanjima koja uključuju analizu proteina, za omekšavanje mesa, za bistrenje piva, za uklanjanje dlaka s kože prije štavljenja i za enzimska sredstva za čišćenje mekih kontaktnih leća. Također se koristi u pastama za zube i kozmetici te u pripremama raznih lijekova za probavne smetnje, čireve, groznicu i otekline. Srodan enzim koji također proizvodi papaja je kimopapain, koji ima različite karakteristike pokretljivosti i topivosti; koristi se za skupljanje ili otapanje puknutih diskova kod određenih vrsta ozljeda lumbalne kralježnice.
Količina i aktivnost papaina izoliranog iz različitih dijelova biljke papaje varira ovisno o starosti stabla i je li muško ili žensko. Na primjer, veće količine sirovog papaina mogu se ekstrahirati iz ženskih stabala u usporedbi s muškim stablima i iz starijeg voća u usporedbi s mlađim voćem. Međutim, papain ekstrahiran iz mladog ploda papaje proizvedenog na ženskim stablima obično je aktivniji od onog ekstrahiranog iz starog voća proizvedenog na muškim ili hermafroditnim biljkama.
Papain može izazvati alergijske reakcije kod osjetljivih osoba. Nakon kontakta sa svježim lateksom iz papaje mogu se pojaviti kožne reakcije; reakcije preosjetljivosti mogu biti posebno izražene kod osoba alergičnih na lateks.